# Deng Linlin
Deng Linlin (Anhui, 21 de Abril de 1992) é uma ex-ginasta chinesa que competiu em provas de ginástica artística.
Linlin fez parte da equipe chinesa que conquistou a medalha de ouro nos Jogos Olímpicos de Pequim, em 2008, China.

## Carreira
Deng iniciou-se no desporto aos seis anos de idade, treinando no Anhui Fuyang Sports School. Dois anos depois, ingressou na equipe principal da província. Em 2004, passou a disputar eventos ao lado da equipe principal do país. Sua etreia na categoria sênior ocorreu em 2008, na disputa do Campeonato Nacional Chinês, no qual foi medalhista de bronze no evento geral. No compromisso seguinte, disputou a etapa de Doha da Copa do Mundo, saindo-se medalhista de ouro na trave, prata no solo, superada pela compatriota Jiang Yuyuan, e terceira colocada no salto, após não ultrapassar as notas da russa Anna Pavlova, prata, e da alemã Oksana Chusovitina, vencedora.
Em outubro, em sua primeira aparição olímpica, nos Jogos de Pequim, Deng ao lado de Cheng Fei, Yang Yilin, He Kexin, Jiang Yuyuan e Li Shanshan, conquistou a medalha de ouro na disputa coletiva, superando a equipe norte-americana e romena, prata e bronze, respectivamente. Competidora nos quatro aparelhos, classificou-se em nono para a final geral. Contudo, suas companheiras de equipe Yang Yilin e Jiang Yuyuan, estavam melhor classificadas, e como a regra só permite duas ginastas por nação, não pode competir.
Antes mesmo dos Jogos Olímpicos se iniciarem, uma dúvida inquietou a ginástica artística, envolvendo a jovem Deng e suas companheiras de equipe: a idade limite. Muitos achavam que as ginastas não tinham a idade mínima para o evento, que é de dezesseis anos. Contudo, diante de toda a regular documentação das jovens ginastas, tudo se esclareceu. Com isso, não só Deng, mas toda a equipe feminina, pôde manter suas medalhas conquistadas. Em 2009, disputou o Mundial de Londres, que não contou com as provas coletiva. Nele, classificou-se para três finais individuais: no concurso geral, só foi 11ª colocada, em prova vencida pela americana Bridget Sloan. No solo, teminou na sétima colocação; na trave somou 15,000 pontos, e encerrou medalhista de ouro, a australiana Lauren Mitchell foi prata, e a americana Ivana Hong, terminou com o bronze. Ainda em 2009, disputou a Copa Toyota, sendo medalhista de prata em sua especialidade, superada pela japonesa Yuko Shintake.

## Principais resultados
| Ano  | Evento                                    | AA                | Equipe            | Salto sobre o cavalo | Trave            | Barras assimétricas | Solo             |
| ---- | ----------------------------------------- | ----------------- | ----------------- | -------------------- | ---------------- | ------------------- | ---------------- |
| 2008 | Campeonato Nacional Chinês                | Medalha de bronze |                   |                      |                  |                     |                  |
| 2008 | Copa do Mundo - Doha                      |                   |                   | Medalha de bronze    | Medalha de ouro  |                     | Medalha de prata |
| 2008 | Jogos Olímpicos                           |                   | Medalha de ouro   |                      |                  |                     |                  |
| 2009 | Campeonato Mundial de Ginástica Artística | 11º               |                   |                      | Medalha de ouro  |                     | 7º               |
| 2009 | Copa Toyota                               |                   |                   |                      | Medalha de prata |                     |                  |
| 2010 | Campeonato Mundial de Ginástica Artística |                   | Medalha de bronze |                      | Medalha de prata |                     |                  |
| 2010 | Jogos Asiáticos                           |                   | Medalha de ouro   |                      | Medalha de prata |                     |                  |
| 2012 | Jogos Olímpicos                           | 6°                | 4°                |                      | Medalha de ouro  |                     |                  |